# Структурная геномика
Структурная геномика стремится описать трёхмерную структуру каждого белка, закодированного данным геномом. Используется комбинация экспериментальных и моделирующих подходов. Принципиальное различие между структурной геномикой и традиционным структурным предсказанием — это то, что структурная геномика пытается определить структуру каждого белка, закодированного геномом, вместо того, чтобы сосредоточиться на одном определенном белке.
Поскольку структура белка близко связана с функцией белка, структурная геномика позволяет узнать функции белка. В дополнение к объяснению функций белка структурная геномика может использоваться, чтобы идентифицировать новые сгибы белка и потенциальные цели для изобретения лекарства.

## Методы
Структурная геномика использует законченные последовательности генома несколькими способами, чтобы определить структуры белка. Последовательность генов целевого белка может сравниваться с известной последовательностью, и структурная информация может тогда быть выведена из структуры известного белка. Структурная геномика может использовать основанный на моделировании подход, который полагается на соответствие между неизвестным белком и решенной структурой белка.